# N. Vanlaiphai
N. Vanlaiphai là một thị trấn thống kê (census town) của quận Serchhip thuộc bang Mizoram, Ấn Độ.

## Nhân khẩu
Theo điều tra dân số năm 2001 của Ấn Độ, N. Vanlaiphai có dân số 3275 người. Phái nam chiếm 51% tổng số dân và phái nữ chiếm 49%. N. Vanlaiphai có tỷ lệ 84% biết đọc biết viết, cao hơn tỷ lệ trung bình toàn quốc là 59,5%: tỷ lệ cho phái nam là 84%, và tỷ lệ cho phái nữ là 84%. Tại N. Vanlaiphai, 14% dân số nhỏ hơn 6 tuổi.